# Hate Campaign
Hate Campaign — пятый студийный альбом шведской дэт-металической группы Dismember, был выпущен в 2000 году на лейбле Nuclear Blast.

## Об альбоме
Запись Hate Campaign проходила в стокгольмской студии Das Boot. На этом альбоме к группе присоединились: бас-гитарист Шарли Д’Анджело (Mercyful Fate, Witchery, Arch Enemy) и гитарист Магнус Сальгрен (ex-Tiamat, Lake of Tears)
Матти Кярки о записи альбома:
Когда  мы записывали альбом Hate Campaign, у нас были плохие отношения с нашим,в то время, лейблом Nuclear Blast, но альбом не был сделан в целях, чтобы побыстрее избавиться от контракта. Так что, когда запись была закончена,мы поняли,что пора переходить на другой лейбл сейчас.
Группа не только не изменила своему стилю игры, но и улучшила его. Участие в записи басиста Шарли Д’Анджело укрепило «монолитность» звучания группы, что лишний раз убедило, в жизнестойкости шведского дэт-метала.

## Список композиций
| №   | Название                  | Длительность |
| --- | ------------------------- | ------------ |
| 1.  | «Suicidal Revelations»    | 2:52         |
| 2.  | «Questionable Ethics»     | 2:07         |
| 3.  | «Beyond Good & Evil»      | 2:50         |
| 4.  | «Retaliate»               | 2:47         |
| 5.  | «Enslaved to Bitterness»  | 2:46         |
| 6.  | «Mutual Animosity»        | 2:15         |
| 7.  | «Patrol 17»               | 3:45         |
| 8.  | «Thanatology»             | 2:35         |
| 9.  | «Bleeding Over»           | 3:07         |
| 10. | «In Death’s Cold Embrace» | 3:03         |
| 11. | «Hate Campaign»           | 5:25         |

## Участники записи
- Матти Кярки[англ.] — вокал
- Давид Блумквист — гитара
- Магнус Сальгрен — гитара
- Шарли Д’Анджело — бас-гитара
- Фред Эстбю[англ.] — ударные